# Wroughton
Wroughton è un villaggio e una parrocchia civile della contea del Wiltshire nel Sud Ovest dell'Inghilterra. Rientra nel Borgo di Swindon.

## Geografia

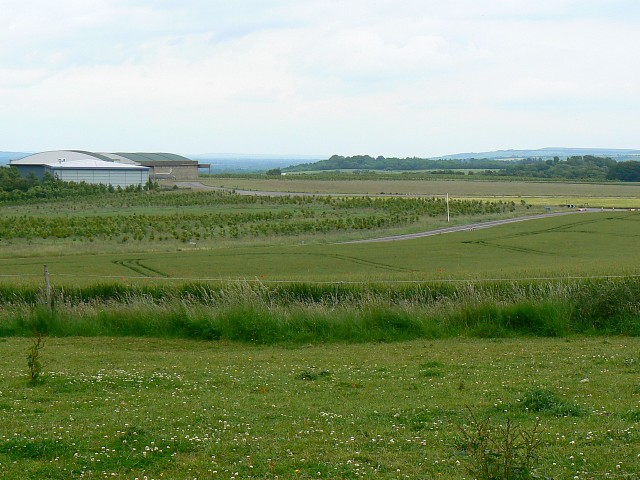
Area pianeggiante dove era stato costruito l'aeroporto RAF Wroughton

Il territorio della parrocchia civile di Wroughton occupa una superficie di 2,170 km² con un livello medio sul mare di circa 118 metri. Si tratta di un'area prevalentemente pianeggiante, ma con aree collinari che fa parte del Borough di Swindon e si trova tra Swindon e Avebury. Il villaggio si trova a circa 5,1 km a sud del centro di Swindon, ai margini delle Marlborough Downs, una nota area naturale. A seguito dell'estensione dei confini di Swindon, Wroughton perse 160 ettari a favore del comune nel 1928 e 15 ettari nel 1934. Il confine meridionale di Wroughton, a 9 km di distanza, si trova sulle Marlborough Downs ed è formato dal sentiero noto come Smeathe's Ridge che attraversa il centro di Barbury Castle per incontrare la strada di cresta a ovest. Una strada pressoché rettilinea che un tempo correva da Swindon fino a Smeathe's Ridge e poi fino a Barbury costituisce il confine orientale. Anche il confine occidentale segue il percorso rettilineo di un'antica strada che conduceva alle colline e che nel XIV secolo era nota come Salthrop Way. Dopo circa 4 km il confine abbandona quella strada per seguire un percorso irregolare che ha l'effetto di escludere la tenuta di Basset Down a Lydiard Tregoze e, dal 1934, di includere 19 acri chiamati campi di Can Court fino ad allora a Lydiard Tregoze. Dai campi di Can Court il confine svolta verso est e poi verso sud per unirsi alla strada di cresta.
Fino alle modifiche di confine del 1928 e del 1934, l'angolo nord-est della parrocchia si trovava sulle pendici inferiori della collina di Swindon. Il resto della parrocchia è diviso tra Kimmeridge Clay nella metà settentrionale e Lower Chalk nella metà meridionale. Una cintura di Gault separa le due zone e fornì il sito per il primo insediamento di Wroughton. A sud del Gault, un affioramento di sabbie verdi forma una scarpata, il primo dei due livelli attraverso i quali il terreno sale fino agli affioramenti di Middle e Upper Chalk. La scarpata di sabbia verde, che attraversa tutta la parrocchia, offre dall'alto una vista imponente sulle pianeggianti terre argillose della valle del Tamigi. A Quidhampton e Salthrop, la parte occidentale della parrocchia è ben alberata, e nella parte orientale due cumuli alberati, Coombe Bottom e Markham Bottom, la incidono profondamente. La chiesa, la canonica e l'ex canonica sorgono insieme su un promontorio quasi in cima alla scarpata, isolati e con vista sul villaggio sottostante. Tracce di un argine e di un fossato a sud-ovest della chiesa mostrano che il sito, un punto di osservazione naturale, un tempo era racchiuso da terrapieni. Sul promontorio si trova anche il pascolo chiamato Ivory. Dalla scarpata il terreno sale più dolcemente per circa 3 km prima della seconda fase della salita a 259 metri e al grande accampamento dell'età del ferro di Barbury Castle che appartiene a una serie di accampamenti che coronano il margine settentrionale delle Marlborough Downs. Sette tumuli a ciotola si trovano vicino all'accampamento e alcuni terrapieni rettangolari a nord di esso sono di epoca romana.

## Storia
Vi sono evidenze di insediamenti preistorici rappresentate da tracce di un argine e di un fossato a sud-ovest della chiesa e dal grande accampamento dell'età del ferro di Barbury Castle. Nel territorio vennero combattute due memorabili battaglie. La prima avvenne nel 556, quando i Sassoni occidentali guidati da Cynric e Ceawlin sconfissero i Britanni nei pressi del castello di Barbury. Sebbene sia indicato sulle mappe dell'Ordnance Survey a nord-ovest dell'accampamento, il sito esatto non può essere provato. La seconda fu la battaglia di Ellandun nell'825, quando Egberto, re del Wessex, sconfisse il re merciano Beornwulf, in una delle battaglie più decisive della storia anglosassone. Anche in questo caso il sito è discutibile, ma l'ipotesi che si trovasse sulle colline sopra il fondovalle di Markham sembra plausibile. Il ruscello che scorre attraverso quella valle potrebbe quindi essere lo stesso che i cronisti dellepoca descrissero come divenuto rosso di sangue.
La parrocchia era divisa in cinque decime. Elcombe, Overtown, Salthrop e Westlecott rientravano tutti sotto Blackgrove. Blagrove Farm, nell'angolo nord-occidentale della parrocchia, rappresenta il punto centrale dell'area. Il priore di San Svitino di Winchester, possedeva una tenuta nella quinta decima, quella di Wroughton, che rientrava quindi nell'area di competenza del priore di Elstub. Non si sa tuttavia esattamente come la decima di Wroughton rappresenti la tenuta del priore, che nel 1086 si chiamava Ellendune. Sono stati fatti tentativi di tracciare i confini di Ellendune come riportati nel 956. Probabilmente inclusa nella decima, "Wervetone", identificata come Lower Wroughton, era una tenuta separata nel 1086, sebbene in seguito divenne il sito della residenza signorile del priore. Nel XIII secolo il nome usato per il maniero del priore non era Ellendune bensì Wroughton, ma il fatto che il maniero includesse indubbiamente Ellendune è dimostrato da documenti del 1270. Il terreno di Ellendune fu donato alla chiesa parrocchiale in tempi remoti. Il collegamento tra Ellendune e la chiesa, che fino al XIX secolo era solitamente chiamata chiesa di Ellendune, suggerisce che il nome Ellendune possa essere stato in un certo momento applicato espressamente alla parte montuosa della parrocchia dove sorge la chiesa. Il nome, che si ritiene significhi lanugine di sambuco, avvalora questa ipotesi, mentre il nome Wroughton, che significa fattoria sul fiume Worfe, un antico nome per il torrente Wroughton, si riferisce presumibilmente alla parte inferiore della parrocchia. La presenza di sei mulini a Ellendune, riportata nel 1086, suggerisce che comprendesse anche la parte inferiore della parrocchia. Sembra che le tenute di pianura fossero state sottratte alla tenuta più grande chiamata Ellendune, che comprendeva un insediamento e la chiesa, e con le loro fattorie erano chiamate Wroughton, e che dessero il loro nome alla decima e a tutte le tenute e gli insediamenti al suo interno. Sebbene nel 1086 Ellendune fosse solo una delle sei tenute all'interno della parrocchia, il suo nome, assumendo nel tempo molte forme, fu a lungo utilizzato per l'intera parrocchia. Nel 1324, ad esempio, si diceva che Quidhampton si trovasse "in parochia de Elydon". Wroughton iniziò ad assumere il ruolo di nome principale della parrocchia verso la fine del XV secolo. La forma Wroughton, alias Elyndon, era allora frequentemente utilizzata.
La strada di confine orientale saliva fino alla cresta di Barbury Downs e proseguiva attraverso le colline fino a Marlborough. Originariamente entrava a Wroughton da nord, direttamente da Swindon risalendo la collina di Ladder. Verso la fine del XVIII secolo, quando la strada fu trasformata in un casello autostradale, quel tratto settentrionale fu abbandonato e, per raggiungere Swindon, la strada fu deviata verso ovest scendendo la collina di Brimble. (nota 40) Iniziò a perdere il suo ruolo di strada principale per Marlborough dopo il 1819, quando la strada che attraversava Badbury, a Chiseldon, fu trasformata in strada a pedaggio. (nota 41) Nel 1866 era ancora in uso come strada per Marlborough, (nota 42), ma nel 1977 arrivava solo fino al parco naturale di Barbury Camp, istituito intorno al 1975, e da allora in poi divenne una pista sterrata. Un'altra strada che conduceva alle colline costituiva il confine tra le decime di Wroughton e Overtown. Nel 1977, anch'essa terminava sulle colline. Un breve tratto della strada principale da Swindon a Chippenham attraversa l'angolo nord-occidentale della parrocchia, ed era presumibilmente una delle strade che nel 1633 si diceva ostacolassero l'agricoltura nella regione. (nota 43) A parte questo, l'unica strada principale che attraversava la parrocchia nel 1977 era quella proveniente da Swindon, che attraversava il villaggio come High Street e lo lasciava su per Church Hill fino a Beckhampton. Fu trasformata in strada a pedaggio alla fine del XVIII secolo. (nota 44) Un ponte per portarla sopra l'autostrada da Londra al Galles del Sud fu costruito nel 1971.
Il canale Wilts & Berks fu scavato attraverso la parrocchia nel 1804, con un molo dove il carbone era la principale merce gestita. Il traffico cessò nel 1906 e nel 1962 il canale fu interrato. Il tratto della linea G.W.R. da Londra a Bristol fu completato nel 1840. La linea tra Swindon e Marlborough, aperta nel 1881 e chiusa nel 1961, costeggiava la parrocchia a nord. Nel 1866, sul sito del mulino di Bedford, ai piedi del Coombe Bottom, fu costruito un bacino idrico per l'acquedotto della Swindon Water Company. Il torrente proveniente dal Coombe fu così sbarrato. Il bacino fu abbandonato nel 1971, quando l'acquedotto non fu più utilizzato. Nel 1937, un'ampia area collinare nella parte meridionale della parrocchia fu acquisita dalla R.A.F. come aeroporto, e furono costruiti hangar, officine e altri alloggi per un deposito di rifornimento e assistenza aeronautica. Nel 1940 a Wroughton fu istituita l'Unità di Manutenzione n. 15. Dal 1941 al 1946, a Wroughton fu anche presente l'Unità di Manutenzione n. 76, col deposito di imballaggio. Nel 1972, la struttura della R.A.F. fu chiusa e l'aeroporto e gli edifici furono trasferiti alla Royal Navy. Nel 1941 altri terreni a Overtown furono occupati per un ospedale della R.A.F. L'ospedale fu inaugurato con una capacità di 56 pazienti, ma da allora è stato notevolmente ampliato. Durante la guerra fu utilizzato come centro di smistamento per i feriti. Nel 1967, fu ribattezzato Ospedale R.A.F. Principessa Alessandra e riconosciuto come ospedale universitario con oltre 300 posti letto.
L'antico villaggio di Wroughton sorgeva ai piedi della scarpata di sabbia verde, dove due corsi d'acqua provenienti dal gesso, sorgenti del fiume Ray, si incontravano per scorrere verso nord, dando vita al torrente Wroughton. Nello stesso punto convergono tre strade provenienti dalle colline, e attorno al cerchio approssimativamente formato dal loro incontro e lungo gli stretti vicoli che le collegavano, il villaggio più antico sorgeva a circa 400 metri dalla chiesa. Il maniero della cattedrale di Winchester, demolito nel 1961, sorgeva al centro del villaggio, ai piedi della collina di Prior, con un ampio fossato rettangolare, presumibilmente sul sito del suo predecessore medievale, accanto. Due degli otto mulini della parrocchia, con i loro imponenti mulini, sorgevano all'interno del villaggio, dove la rete di stretti vicoli è fittamente intrecciata con cottage e piccole case, per lo più risalenti al XVIII e XIX secolo. La strada che conduceva dal villaggio alla chiesa, chiamata High Street nel 1977, fu probabilmente costruita in epoca preistorica. Nel 1773 era fiancheggiata da case su entrambi i lati. Nel 1896 un incendio distrusse molte delle case con il tetto di paglia lungo la strada. Ne rimangono solo alcune. Nel XVIII secolo furono costruiti molti cottage sul terreno comune e intorno alla palude, un'area a nord di High Street dove nel 1977 correvano Markham Road e Wharf Road. La costruzione del canale e del molo all'inizio di quel secolo aveva portato a un piccolo sviluppo lungo Wharf Road. Nella seconda metà del secolo New Swindon si sviluppò come centro industriale ma, a parte alcune abitazioni vicino al confine con Old Swindon, in un'area chiamata North Wroughton, e la costruzione di alcune grandi case, come Wroughton Hall al centro del villaggio, Wroughton mostrò pochi segni di crescita. Ii braccianti agricoli vivevano nei vecchi cottage in terra cruda e paglia del villaggio, mentre quelli che lavoravano a Swindon vivevano più in basso in case di mattoni e tegole.
Il primo grande sviluppo di case popolari avvenne nel 1921, con la costruzione di Perry's Lane. Più o meno nello stesso periodo, i terreni abbandonati all'interno del villaggio furono utilizzati per piccole abitazioni private. Le modifiche ai confini del 1928 e del 1934 influirono poco sulla popolazione di Wroughton, poiché solo 30 persone furono trasferite a Swindon. Gli anni sessanta furono il periodo della grande espansione di Wroughton. La fattoria Coventry, la fattoria Manor e parte della fattoria Berkeley, a nord del vecchio villaggio, furono trasformate in proprietà private. Sul sito della casa padronale furono costruite varie case e nel 1973 il suo fossato fu trasformato in un piccolo giardino pubblico. Lo sviluppo edilizio del Comune si sviluppò lungo Wharf Road e le strade annesse a ovest. Nel 1971 la popolazione era aumentata di oltre 3.000 unità, raggiungendo gli 8.263 abitanti. Nel 1973 Wroughton fu dotata di un nuovo centro commerciale, costruito nell'area dell'ex Wroughton Hall e su un terreno a est. Una nuova biblioteca e un centro comunitario facevano parte dello stesso complesso. A parte l'espansione del villaggio di Wroughton e gli alloggi per il personale di servizio sulle colline, nel XX secolo si sono realizzate poche costruzioni. Nel 1975 il Consiglio Comunale di Thamesdown acquistò tutto il terreno di Wroughton a nord della linea ferroviaria per lo sviluppo residenziale, i cui lavori erano iniziati nel 1977.

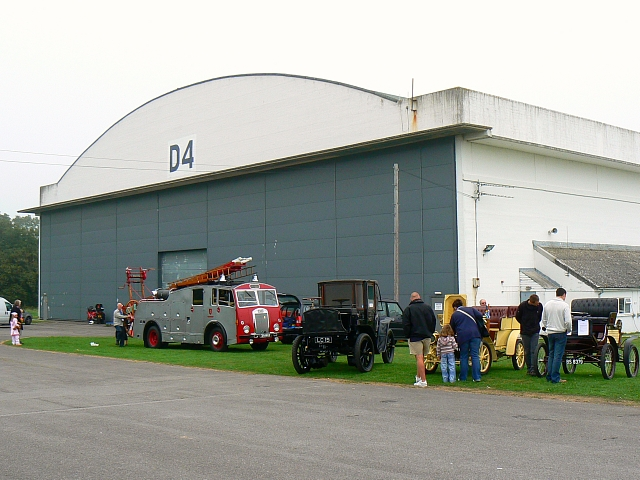
Museo delle scienze di Wroughton

### Storia della comunità religiosa
Il muro di un luogo di culto è menzionato nei confini di Ellendune attorno al 956. Poiché quella chiesa, di cui non rimane traccia, si trovava quasi certamente sul confine tra Ellendune ed Elcombe, potrebbe essere stata sul sito della chiesa recente, che sorge molto vicino al confine. Entro il 1107 il vescovo di Winchester aveva assegnato la chiesa al precentore del priorato di San Svitino per la fabbricazione di libri. Sebbene la tenuta chiamata Ellendune venisse chiamata Wroughton, la chiesa fu a lungo nota come chiesa di Ellendune. Intorno al 1124 fu tra le chiese di cui il vescovo riconobbe di essersi appropriato indebitamente. Fu confermata al precentore intorno al 1150, quando fornì una dotazione per la riparazione degli organi e per la scrittura di libri. Nel 1243 il priore ottenne la conferma papale del suo diritto alla chiesa. Nel 1284, tuttavia, come parte della composizione tra loro, il priore cedette ogni pretesa sulla chiesa al vescovo, eccetto una pensione annuale, forse un riconoscimento della precedente dotazione per il precentore. La chiesa non fu appropriata dal vescovo e il beneficio fu una rettoria sinecura finché tali benefici non furono aboliti ai sensi del Cathedrals and Ecclesiastical Commissioners Act del 1840.
Non è noto se il priore abbia presentato una richiesta alla chiesa. Nel 1172 il vescovo confermò il patronato del priorato sulle chiese, inclusa Wroughton, ma il vescovo riacquistò l'avvocatura, se mai l'avesse persa, e una richiesta del re nel 1250 fu resa sede vacante. Il re potrebbe aver tentato di ottenere l'avvocatura poco dopo, ma nel 1284 cedette ogni pretesa al vescovo. Da allora in poi, con poche eccezioni, le richieste di rettori furono presentate dai vescovi di Winchester o, sede vacante, dal re. Un'eccezione si verificò nel 1493, quando il vescovo di Salisbury presentò una richiesta durante una sede vacante a Winchester. Nel 1530 l'arcivescovo di York presentò una richiesta al vescovo di Winchester. Il vescovo concesse il patronato due volte, nel 1551 quando tre persone, di cui una merciaio e cittadina di Londra, si presentarono, e nel 1610 quando si presentò Nicholas Longford. L'ultima presentazione di un rettore avvenne nel 1825 e, alla morte del rettore, la proprietà della canonica passò ai Commissari Ecclesiastici. Non si sa quando i rettori iniziarono a presentare vicari per servire la chiesa, ma intorno al 1291 era stata istituita una vicaria. La prima presentazione nota risale al 1316, ma il vicario presentato allora ne sostituiva uno precedente. In seguito i rettori presentarono vicari, tranne nel 1389, 1491 e 1778, quando fu il vescovo di Salisbury a presentare. Durante il sequestro della canonica nel 1649, un titolare fu nominato e dotato di tutti i beni della canonica. Dopo la Restaurazione, i rettori nominarono vicari fino all'abolizione della canonica sinecura. L'avvocatura del vicariato passò quindi al vescovo di Winchester, ma fu trasferita nel 1852 al vescovo di Gloucester e Bristol, nella cui diocesi Wroughton si trovava dal 1836. Nel 1897 l'avvocatura passò al vescovo della nuova diocesi di Bristol. Nel 1843 il pagamento di tutte le decime vicariali era stato annullato, sia per assegnazioni di terreni ai sensi delle clausole di chiusura, sia per la sostituzione con pagamenti annuali prescrittivi. La maggior parte dei terreni del decano e del capitolo di Winchester era esente da decime. Nel 1843 al vicario fu assegnata una rendita di 22 sterline per i pagamenti ancora dovuti.
I Commissari Ecclesiastici aggiunsero un piccolo appezzamento di terreno nel 1897. La casa del vicariato era considerata vecchia nel 1787, sebbene non inadatta a un tenore di vita così modesto. La casa, che era in pietra, si estendeva da nord a sud. Fu ampliata a est in mattoni nel 1727 e nel XIX secolo fu rifatta la facciata a ovest. Fu sostituita come casa del vicariato nel 1968 da una più piccola costruita nelle vicinanze, che prese il nome di Ivery House. La pensione assegnata al priorato di San Svitino dalla chiesa nel 1284 è menzionata nel 1291 e nel 1539, e dopo lo Scioglimento passò al capitolo di Winchester. Nel 1127, la decima dovuta alla chiesa sui terreni di Elcombe fu donata in parte al priorato di Minster Lovell, una cella dell'abbazia di Santa Maria di Briaco a Ivry, di cui i Lovel di Elcombe erano benefattori. Quando Minster Lovell fu soppresso come casa di forestieri nel XV secolo, il terreno fu trasferito all'Eton College, fondato nel 1440. Come acro di Bryan, o talvolta pezzo di proprietà dell'Eton College, il terreno fu affittato dal college fino al 1797, quando fu probabilmente venduto all'affittuario. Nel 1308 esisteva a Elcombe una cappella forse gentilizia. I sacerdoti per servirla furono donati dai Lovel, uno dei quali fu presumibilmente il suo fondatore. Tra il 1349 e il 1363, il re fece tre donazioni mentre era sotto la tutela di John, Lord Lovel e di suo figlio John. Un tempo si diceva che la cappella si trovasse nella chiesa parrocchiale, ma si ritiene generalmente che sorgesse a una certa distanza, forse in un campo di fronte a Elcombe Farm. Si pensa che le sue pietre siano state utilizzate per la costruzione della scuola vicino alla chiesa. Nel 1419 si diceva che fosse dedicata a Santa Maria. Non si è trovato alcun riferimento ad essa dopo il 1448. È stato trovato un unico riferimento a una cappella di Sant'Anna a Quidhampton nel 1589.
Il rettore menzionato nel 1249 forse risiedeva nella parrocchia. Pochi, se non nessuno, dei rettori successivi vi risiedevano ed erano quasi sempre nominati su più sedi, detenendo prebende o altre cariche altrove. Sebbene i profitti della canonica non venissero utilizzati, come ci si sarebbe potuto aspettare per dotare una prebenda, un rettore, Francis Morley, si autoproclamò prebendario di Elingdon, alias Wroughton, nella cattedrale di Winchester. Queste situazioni erano piuttosto rari tra i vicari fino al XIX secolo. John Honyland, presentato nel 1439, fu anche rettore di Hornblotton. Intorno al 1440 fu accusato di essersi introdotto nella chiesa di Wroughton e di aver rubato un libro, alcuni paramenti, candele e altri beni appartenenti ai suoi parrocchiani. Diversi vicari del XIX secolo detenevano altri benefici e vivevano lontano dalla parrocchia, dove impiegavano i loro curati. James Merest, vicario dal 1783 al 1827, fu curato di Wortham e rettore di Brandon e di Wangford. Dopo il 1812, gestì anche una scuola a Diss. Il suo curato a Wroughton servì anche le chiese di Broad Hinton e Berwick Bassett. Nel 1783 il curato di Merest celebrava due funzioni religiose la domenica in estate e una in inverno. L'Eucaristia veniva somministrata quattro volte all'anno. All'epoca, nella parrocchia si contavano tra i 20 e i 35 comunicandi e si diceva che molti si assentassero dalla chiesa. Nel 1812 il numero medio di comunicandi era di 50 e un sermone veniva predicato la domenica pomeriggio per abbonamento. La domenica del censimento del 1851, 200 persone erano in chiesa la mattina e 300 il pomeriggio. Una piccola chiesa missionaria in ferro, dedicata a Sant'Andrea, fu costruita a North Wroughton nel 1935. Era servita dal vicario della chiesa parrocchiale. Fu chiusa nel 1969.
Nei primi anni sessanta viveva a Wroughton una piccola comunità cattolica di Suore della Presentazione che insegnava alla scuola di Groundwell Road a Swindon. Nel 1964 lasciarono Wroughton per vivere a Swindon. Una comunità di Suore dello Spirito Santo si trasferì poi a Wroughton, da dove svolse attività missionaria a Swindon e nei dintorni. Vissero a Barcelona House fino alla costruzione del convento dello Spirito Santo a Pitchens, intorno al 1970. La chiesa di San Giuseppe in Devizes Road fu dedicata nel 1954 e nei primi anni settanta divenne chiesa parrocchiale.

## Monumenti e luoghi d'interesse

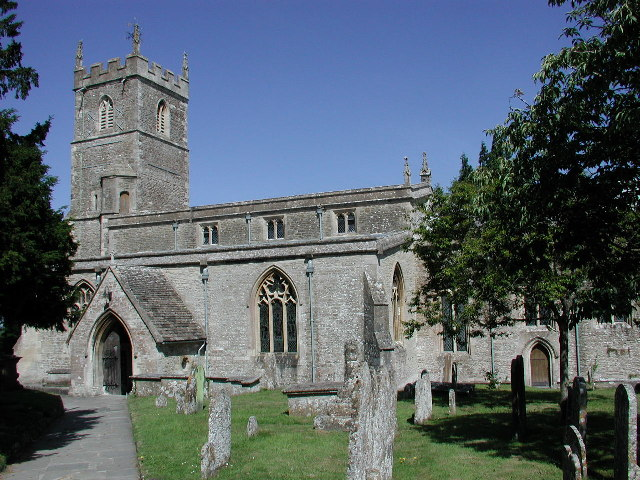
Chiesa di San Giovanni Battista e Sant'Elena

Nel territorio di Wroughton vi sono vari edifici e luoghi degni di interesse.
- Chiesa di San Giovanni Battista e Sant'Elena (in inglese Church of St John and St Helen). La chiesa di San Giovanni Battista e Sant'Elena è costruita in pietra di Sarsen lavorata e presenta un presbiterio con cappella settentrionale e vano per l'organo, una navata centrale a navate laterali e lucernari con portico meridionale e una torre campanaria occidentale. Fu ampiamente restaurata a metà del XIX secolo, quando furono rimossi alcuni dei suoi elementi medievali e molti elementi decorativi successivi. I portali nord e sud della navata centrale risalgono entrambi al XII secolo e, sebbene rifatti, potrebbero originariamente aver immesso in una navata centrale con navate laterali, il cui porticato settentrionale sembra essere sopravvissuto fino al restauro del XIX secolo. Nel XIV secolo il presbiterio fu ricostruito, presumibilmente in dimensioni maggiori rispetto al suo precedente, e furono ricostruite anche le prime due campate del porticato meridionale. La campata occidentale di quel porticato risale al XV secolo ed è probabilmente il risultato di una ricostruzione tardiva dell'originale del XII secolo. Nel XV secolo furono aggiunti la torre, il portico, la cappella settentrionale e la sagrestia, e le pareti esterne di entrambe le navate laterali furono ricostruite. Questi lavori probabilmente coincisero con la costruzione del cleristorio e del nuovo tetto della navata. Fino al XIX secolo l'interno della chiesa ospitava una notevole collezione di banchi e gallerie. Oltre ai banchi a cassetta che occupavano la navata centrale e le navate laterali, c'era un banco privato nella cappella nord e un altro, a forma di galleria, all'estremità occidentale del presbiterio. All'estremità occidentale della navata centrale si trovavano due gallerie sovrapposte, quella superiore presumibilmente destinata a un coro o a una banda musicale. Oltre al porticato nord, ricostruito in stile trecentesco, le altre perdite strutturali del XIX secolo riguardarono la cappella e la sagrestia sul lato nord del presbiterio e diverse finestre, in particolare quelle nella navata laterale sud, con capitelli quadrati e ricostruite in stile trecentesco. Oltre al fonte battesimale in uso nel 1977, nella chiesa si trovava anche un pulpito dell'inizio del XIV secolo che fu donato da H. W. M. Light, vicario dal 1840 al 1875. Lo stemma reale nella navata laterale sud è datato 1817. Il campanile all'estremità orientale del tetto della navata proviene da Lawn, l'ex casa della famiglia Goddard a Swindon, nel 1966 per sostituirne uno precedente. Ci sono sei campane. I registri dei battesimi iniziano nel 1653 e quelli dei matrimoni e delle sepolture nel 1654. Sono tutti completi. La chiesa anglicana appartiene alla diocesi di Bristol e dal 26 gennaio 1955 è considerata un monumento classificato di primo grado per il suo particolare interesse storico e architettonico.[6][7][8]

## Geografia antropica
La parrocchia civile comprende, oltre al villaggio principale di Wroughton, anche North Wroughton e le frazioni di Elcombe e Overtown.

### Elcombe e Overtown
Sebbene Wroughton fosse la più grande delle decime e comprendesse al suo interno la chiesa parrocchiale e l'insediamento principale, Elcombe e Overtown un tempo erano piuttosto popolose. Nel 1334 Elcombe e Overtown contribuirono ai contributi locali in modo consistente. Erano presenti anche le piccole località di Westlecott e Salthrop. Nel 1377 Wroughton contava 160 contribuenti, Elcombe 86, Overtown 63 e Salthrop 27. Solo nel 1841, quando furono inclusi nel conteggio 220 lavoratori che lavoravano sulla linea G.W.R., le popolazioni delle decime furono fornite separatamente dagli enumeratori del censimento. Wroughton aveva allora una popolazione di 1.445 abitanti, Elcombe 348, Overtown 78, Salthrop 56 e Westlecott 36. Gran parte della popolazione costituiva la forza lavoro necessaria per lavorare nelle numerose fattorie in tutte le decime ed era dispersa. A Elcombe, che aveva una cappella fino al XV secolo, c'era un piccolo insediamento. All'inizio del XVII secolo, Elcombe Street, come veniva chiamata allora, che conduceva a nord da Elcombe Hall a Elcombe Common, era fiancheggiata da cottage su entrambi i lati. Nel 1977 ne rimanevano solo pochi ed Elcombe era costituita principalmente da tre o quattro fattorie sparse.

### Quidhampton e altri piccoli insediamenti
È stato ipotizzato che un piccolo insediamento a Quidhampton, situato sotto la cresta del terreno decimale di Salthrop, sia stato distrutto da una frana nel XIX secolo. Il riferimento a una cappella del XVI secolo avvalora l'ipotesi che a Quidhampton ci fosse un piccolo villaggio e che una consistente fattoria nella zona, forse i resti del maniero di Quidhampton, sia stata distrutta da una frana intorno al 1822. A Overtown, che si estende interamente sulla parte calcarea della parrocchia, deboli tracce di terrapieni nel parco a sud di Overtown House potrebbero indicare un altro piccolo insediamento. Il terreno decimale di Westlecott, diviso in due porzioni, non comprendeva alcun villaggio. Chilton Farm si trova nella parte meridionale. La storia della parte settentrionale, in cui si trova Westlecott Farm, è strettamente legata a quella di Swindon, in cui gran parte di essa si trovava dopo il 1934. La strada che costituiva il confine occidentale della parrocchia conduceva a sud verso Avebury e la valle del Kennet, evitando la zona più elevata delle Marlborough Downs. Diverge dal suo antico tracciato a sud di Salthrop House e si snoda verso sud-est per unirsi alla strada che da Wroughton porta a Beckhampton, ad Avebury. Da Salthrop una strada correva verso est attraverso la parrocchia fino alla chiesa ed era conosciuta nel 1616 come Churchway.

## Economia
La tenuta più grande di Wroughton nel 1086 era quella di 30 capanni posseduta dal vescovo di Winchester a beneficio dei monaci di San Svitino. Oltre il demanio c'erano 25 contadini e 14 bordari con 7 aratri. C'erano 60 acri di prato e pascolo e 20 acri di bosco. La tenuta era aumentata di valore. A Lower Wroughton la tenuta valutata a 10 capanni posseduta da un incaricato del re aveva terra per 4 aratri, sostentava 5 servi, 3 contadini e 3 bordari e nel 1086 valeva 5 sterline. Nel XIII secolo, il priore del maniero di San Svitino probabilmente includeva tutti quei terreni, tranne una piccola proprietà presa per dotare la chiesa di Wroughton. Nel 1210 il maniero era il quarto più prezioso tra le proprietà del priorato nel Wiltshire. Il bestiame comprendeva 22 buoi, 100 pecore e 16 maiali. Due ufficiali erano responsabili. Poco dopo si contarono nove affittuari consuetudinari, tra cui quattro mugnai, quasi tutti con proprietà. Tutti pagavano piccoli affitti e dovevano molto lavoro, per il quale ricevevano indennità in cibo e bevande. La maggior parte della loro terra arabile era divisa in due campi. C'erano circa diciotto abitanti che possedevano pochi acri ciascuno nei due campi e pagavano piccole rendite o svolgevano lavori manuali. Da questo gruppo venivano scelti i servi agricoli come aratori, pastori e mandriani. Delle due parti in cui il maniero si era diviso nel XIII secolo, una, contenente le fattorie Chilton e Westcott, entrò a far parte della tenuta di Elcombe nel XV secolo. L'altra, nell'angolo nord-orientale della parrocchia, comprendeva la fattoria ancora chiamata Westlecott nel XX secolo. Fu una delle prime fattorie vicino a Swindon ad essere acquisita dai Goddard e, con l'espansione della loro tenuta, la fattoria Westlecott fu coinvolta negli accordi agrari di altre fattorie. Si trovava sui pendii meridionali e inferiori della collina di Swindon e nel XVII secolo si estendeva per circa 166 ettari, per lo più pascoli e prati. Tra i pascoli si trovavano Cliff Pascle e Bushey Leaze.Forse quel terreno arabile si trovava nel campo di West Swindon, un ampio campo arabile dell'adiacente maniero di Goddard a West Swindon, al cui interno si trovava un campo chiamato Westlecott. Si diceva che nel 1836 si trovassero terreni arabili appartenenti a Westlecott a Swindon.
Fino alla costruzione dell'aeroporto, nel 1937, a Wroughton esistevano diverse scuderie per l'addestramento dei cavalli da corsa. Tom Leader di Fairwater House in High Street allenò il vincitore del Derby nel 1874. Anche i cavalli delle stesse scuderie, allenati da E. A. Craddock, vinsero diverse corse importanti. Nel 1906 l'onorevole Aubrey Hastings rilevò le scuderie di Barcellona nei Pitchens, da cui allenò diversi vincitori del Grand National. Nel 1929 fu seguito da Ivor Anthony, i cui cavalli continuarono a vantare un'elevata storia di successi. Nel 1977, i cavalli furono allevati e addestrati a Overtown House e Overtown Manor. L'unica grande industria manifatturiera di Wroughton è la R. A. Lister & Co. Ltd. Dopo la seconda guerra mondiale, l'azienda, con sede a Dursley, acquistò le officine costruite per l'Ammiragliato durante la guerra. Lì fondò la sua sussidiaria, la Marine Mountings Ltd., che produceva piccoli motori a combustione interna. Nel 1952 impiegava circa 350 persone. Nel 1963 l'azienda entrò a far parte dell'Hawker Siddeley Diesel Group, ma continuò l'attività con il nome di R. A. Lister & Co. Ltd. Più o meno nello stesso periodo iniziò a produrre cilindri diesel per l'ingegneria civile, l'agricoltura e la nautica. In seguito, lo stabilimento fu notevolmente ampliato e nel 1977 impiegava circa 750 persone. Nel 1891, H. H. Barrett aprì una piccola attività di produzione di attrezzi agricoli in High Street. Da lì si trasferì a Moormead Road, dove venivano prodotte ruote di legno per carri e, in seguito, rimorchi per trattori. Nel 1977, l'attività si trovava nella stessa sede, leggermente ampliata, sotto la gestione del signor Eric Barrett, e impiegava circa 40 persone.
Di particolare interesse economico fu l'attività legata ai mulini. Nelle tenute Domesday a Wroughton c'erano otto mulini. Le tenute di Overwroughton e Westlecott ne avevano uno ciascuno mentre Ellendune ne aveva sei. All'inizio del XIX secolo c'erano ancora sette mulini lungo il torrente che nasceva a Coombe Bottom, si univa a un altro nel villaggio e scorreva a nord fino a Swindon. Tutti i mulini hanno avuto molti nomi diversi, solitamente presi da quelli dei loro proprietari o occupanti. Un mulino posseduto da tre generazioni della famiglia Freeman era noto come "mulino di Freeman" nel 1572. Nel 1649 c'erano due mulini nel decano e nel capitolo del maniero di Winchester. Uno, occupato da Richard Franklyn, era un mulino da grano con annessi 11,5 acri. L'altro, descritto come un mulino per cereali scavato nel terreno, era occupato da Richard Sadler con 38 acri. Nel 1647, Sadler era stato accusato di aver innalzato il livello dell'acqua che scorreva nel suo mulino a scapito di quello più a monte, sul fiume. Tra la fine del XVIII secolo e l'inizio del XIX, la famiglia Seymour gestiva il mulino di Perry's Lane, in seguito chiamato King's Mill. Nel 1860 fu dotato di una macchina a vapore, ma poco dopo cessò di funzionare. Nel 1977 il mulino, in mattoni con tetto in tegole e recante una lapide con la data "J.S. 1771", fu adibito a residenza privata. Sono evidenti notevoli modifiche del XIX secolo. Nel 1820 Thomas Fielden Woodham macinava nel mulino che in seguito fu chiamato Woodham's, sul lato est di Bakers Road. Gli succedette nel 1829 Philip Pavey, e a Pavey nel 1845 John Edwards. Woodham's, nel 1977 un edificio in mattoni e macerie del XIX secolo, era il mulino più grande della parrocchia. Quando fu messo in vendita, nel 1864, era un mulino per farina a tre piani con tre coppie di macine azionate da una macchina a vapore. Aveva anche una ruota idraulica a sbalzo e macine per la macinazione di ossa e semi. Poco dopo il 1864, tuttavia, cessò di funzionare come mulino. Fu convertito in abitazione privata nel 1967. Separato e a est si trova un imponente mulino dei primi del XIX secolo. Tra il 1816 e il 1845 Thomas Bedford e suo figlio Thomas gestirono un mulino a Overtown Dell, ai piedi del Coombe Bottom (nota 366). Chiamato mulino di Bedford, fu acquistato nel 1866 dalla Swindon Water Company come sito per la costruzione di un bacino idrico. Contemporaneamente la società acquistò i diritti idrici dei mulini di King e Woodham e di un mulino, a volte chiamato Green, a sud di Green's Lane, che furono tutti privati di un volume d'acqua sufficiente a causa della costruzione di una diga sul fiume per il bacino idrico. A nord del mulino di King e più a valle lungo il corso d'acqua c'erano altri due mulini. Uno vicino a Coventry Farm fu convertito al vapore nel 1854, e un altro a nord di questo è stato talvolta chiamato mulino di Lower. Entrambi cessarono l'attività alla fine del XIX secolo. Il mulino di Coventry fu demolito nel 1940. Il mulino di Westlecott fu affittato, con i relativi pedaggi, da Thomas Goddard a un fornaio di Swindon nel 1687. Nel 1791 un mulino, forse lo stesso, allora occupato da George Wayte e chiamato "mulino di Wayte", fu affittato da Ambrose Goddard a Henry Cook, un carpentiere e costruttore di mulini di Swindon. Come gli altri mulini, cessò di funzionare alla fine del XIX secolo. C'era poi un mulino a vento nel maniero di Elcombe nel 1287 ed era ancora lì nel 1348. Potrebbe essere rimasto in piedi molto più a lungo, ma non ne è stata rintracciata la presenza.